# Alpské lyžování na Zimních olympijských hrách 2018 – smíšená družstva
Soutěž smíšených družstev na Zimních olympijských hrách 2018 se konala v sobotu 24. února 2018 jako poslední závod v alpském lyžování jihokorejské olympiády na sjezdovce lyžařského střediska Jongpchjong v okresu Pchjongčchang. Závodu v paralelním slalomu se účastnilo 16 smíšených družstev, s celkovým počtem 85 lyžařů. Start vyřazovacích jízd proběhl v 11.00 hodin místního času (UTC+9).

## Medailisté
Historicky prvním olympijským vítězem ve smíšené soutěži družstev z alpského lyžování se stalo Švýcarsko ve složení Denise Feierabendová, Wendy Holdenerová, Daniel Yule, Ramon Zenhäusern a Luca Aerni. Holdenerová tak po slalomovém stříbru a superkombinačním bronzu v Pchjongčchangu zkompletovala olympijskou medailovou sbírku. Stříbrný kov získalo Rakousko, za nějž nastoupili Katharina Gallhuberová, Katharina Liensbergerová, Stephanie Brunnerová, Manuel Feller, Michael Matt a Marco Schwarz. Bronz si odvezlo Norsko po výhře v malém finále nad Francií. Norský tým tvořili Nina Haverová-Løsethová, Kristin Lysdahlová, Maren Skjøldová, Sebastian Foss-Solevåg, Leif Kristian Nestvold-Haugen a Jonathan Nordbotten.
| Zlato                                                                          | Stříbro | Bronz |
| ------------------------------------------------------------------------------ | --- | --- |
| Švýcarsko                                                                      | Rakousko | Norsko |
| Luca Aerni Denise Feierabendová Wendy Holdenerová Daniel Yule Ramon Zenhäusern | Stephanie Brunnerová Manuel Feller Katharina Gallhuberová Katharina Liensbergerová Michael Matt Marco Schwarz | Sebastian Foss-Solevåg Nina Haverová-Løsethová Leif Kristian Nestvold-Haugen Kristin Lysdahlová Jonathan Nordbotten Maren Skjøldová |

## Nově zařazené disciplíny do olympijského programu
V červnu 2015 Mezinárodní olympijský výbor schválil návrh na zařazení čtyř nových disciplín do programu Zimních olympijských her 2018. Premiéru tak v Pchjongčchangu zažily big air ve snowboardingu, curling smíšených dvojic, závod mužů a žen s hromadným startem v rychlobruslení a také smíšená soutěž družstev v alpském lyžování.
V rámci světových šampionátů se týmová soutěž poprvé objevila na Mistrovství světa 2005 v italském Bormiu.

## Pravidla
Účast v soutěži paralelního slalomu si zajistilo 16 nejlepších národních týmů podle celkového bodového hodnocení v žebříčku národů FIS. Každý tým tvořili čtyři lyžaři, z toho dvě ženy a dva muži. Družstvo mělo také právo nominovat dva náhradníky.
Formát soutěže vycházel z vyřazovacího systému, kdy se vždy utkala dvě družstva systémem KO; vítěz postoupil do dalšího kola, poražený soutěž opustil. V každém vzájemném duelu proti sobě na paralelních tratích slalomu nastoupily dvě dvojice mužů a dvě dvojice žen. V první a třetí jízdě startovaly ženy, ve druhé a čtvrté muži. Vítěz každé jízdy získal bod. Celkově tak došlo k rozdělení čtyř bodů, pokud do cíle dojeli oba závodníci jedné jízdy. V případě nerozhodného stavu po čtyřech jízdách, určil postupujícího nižší součet dvou nejrychlejších týmových časů, složený vždy z jednoho mužského a jednoho ženského.

## Celkové pořadí národů FIS
Celkové pořadí národů dle žebříčku FIS před zahájením olympiády. Lichtenštejnsko, Chorvatsko, Srbsko, Japonsko, Nizozemsko, Finsko a Polsko se účasti v soutěži vzdaly.
| Žebříček pořadí národu FIS | Žebříček pořadí národu FIS   | Žebříček pořadí národu FIS | Žebříček pořadí národu FIS |
| P                          | stát (NOV)                   | body                       | N                          |
| -------------------------- | ---------------------------- | -------------------------- | -------------------------- |
| 1.                         | Rakousko                     | 8 497                      | 1.                         |
| 2.                         | Švýcarsko                    | 6 687                      | 2.                         |
| 3.                         | Itálie                       | 5 457                      | 3.                         |
| 4.                         | Norsko                       | 4 926                      | 4.                         |
| 5.                         | Spojené státy americké       | 3 593                      | 5.                         |
| 6.                         | Francie                      | 3 569                      | 6.                         |
| 7.                         | Německo                      | 3 086                      | 4.                         |
| 8.                         | Švédsko                      | 2 366                      | 8.                         |
| 9.                         | Slovinsko                    | 1 178                      | 9.                         |
| 10.                        | Slovensko                    | 817                        | 10.                        |
| 11.                        | Lichtenštejnsko              | 697                        |                            |
| 12.                        | Kanada                       | 620                        | 11.                        |
| 13.                        | Velká Británie               | 267                        | 12.                        |
| 14.                        | Olympijští sportovci z Ruska | 178                        | 13.                        |
| 15.                        | Chorvatsko                   | 131                        |                            |
| 16.                        | Česko                        | 105                        | 14.                        |
| 17.                        | Srbsko                       | 78                         |                            |
| 18.                        | Japonsko                     | 42                         |                            |
| 19.                        | Maďarsko                     | 18                         | 15.                        |
| 20.                        | Nizozemsko                   | 16                         |                            |
| 21.                        | Finsko                       | 15                         |                            |
| 22.                        | Polsko                       | 14                         |                            |
| 23.                        | Jižní Korea                  | 4                          | 16.                        |
| 24.                        | Monako                       | 3                          |                            |

## Složení družstev
Každé družstvo mohli tvořit čtyři závodníci doplnění o dva náhradníky.
| Stát                      | lyžař                         |
| ------------------------- | ----------------------------- |
| 1. Rakousko               | Stephanie Brunnerová          |
| 1. Rakousko               | Katharina Gallhuberová        |
| 1. Rakousko               | Katharina Liensbergerová      |
| 1. Rakousko               | Manuel Feller                 |
| 1. Rakousko               | Michael Matt                  |
| 1. Rakousko               | Marco Schwarz                 |
| 2. Švýcarsko              | Denise Feierabendová          |
| 2. Švýcarsko              | Wendy Holdenerová             |
| 2. Švýcarsko              | Luca Aerni                    |
| 2. Švýcarsko              | Daniel Yule                   |
| 2. Švýcarsko              | Ramon Zenhäusern              |
| 3. Itálie                 | Federica Brignoneová          |
| 3. Itálie                 | Chiara Costazzaová            |
| 3. Itálie                 | Irene Curtoniová              |
| 3. Itálie                 | Stefano Gross                 |
| 3. Itálie                 | Riccardo Tonetti              |
| 3. Itálie                 | Alex Vinatzer                 |
| 4. Norsko                 | Nina Haverová-Løsethová       |
| 4. Norsko                 | Kristin Lysdahlová            |
| 4. Norsko                 | Maren Skjøldová               |
| 4. Norsko                 | Sebastian Foss-Solevåg        |
| 4. Norsko                 | Leif Kristian Nestvold-Haugen |
| 4. Norsko                 | Jonathan Nordbotten           |
| 5. Spojené státy americké | Patricia Manganová            |
| 5. Spojené státy americké | Megan McJamesová              |
| 5. Spojené státy americké | Alice Merryweatherová         |
| 5. Spojené státy americké | David Chodounsky              |
| 5. Spojené státy americké | Mark Engel                    |
| 5. Spojené státy americké | Nolan Kasper                  |
| 6. Francie                | Adeline Baud Mugnierová       |
| 6. Francie                | Nastasia Noensová             |
| 6. Francie                | Tessa Worleyová               |
| 6. Francie                | Julien Lizeroux               |
| 6. Francie                | Clément Noël                  |
| 6. Francie                | Alexis Pinturault             |
| 7. Německo                | Lena Dürrová                  |
| 7. Německo                | Marina Wallnerová             |
| 7. Německo                | Fritz Dopferová               |
| 7. Německo                | Alexander Schmid              |
| 7. Německo                | Linus Straßer                 |
| 8. Švédsko                | Frida Hansdotterová           |
| 8. Švédsko                | Anna Swennová-Larssonová      |
| 8. Švédsko                | Emelie Wikströmová            |
| 8. Švédsko                | Mattias Hargin                |
| 8. Švédsko                | Kristoffer Jakobsen           |
| 8. Švédsko                | André Myhrer                  |

| Stát                             | lyžař                   |
| -------------------------------- | ----------------------- |
| 9. Slovinsko                     | Ana Buciková            |
| 9. Slovinsko                     | Maruša Ferková          |
| 9. Slovinsko                     | Tina Robniková          |
| 9. Slovinsko                     | Štefan Hadalin          |
| 9. Slovinsko                     | Žan Kranjec             |
| 10. Slovensko                    | Soňa Moravčíková        |
| 10. Slovensko                    | Veronika Velez Zuzulová |
| 10. Slovensko                    | Petra Vlhová            |
| 10. Slovensko                    | Matej Falat             |
| 10. Slovensko                    | Adam Žampa              |
| 10. Slovensko                    | Andreas Žampa           |
| 11. Kanada                       | Candace Crawfordová     |
| 11. Kanada                       | Erin Mielzynská         |
| 11. Kanada                       | Laurence St. Germainová |
| 11. Kanada                       | Phil Brown              |
| 11. Kanada                       | Trevor Philp            |
| 11. Kanada                       | Erik Read               |
| 12. Velká Británie               | Charlotte Guestová      |
| 12. Velká Británie               | Alexandra Tilleyová     |
| 12. Velká Británie               | Dave Rydingová          |
| 12. Velká Británie               | Laurie Taylor           |
| 13. Olympijští sportovci z Ruska | Anastasija Silantěvová  |
| 13. Olympijští sportovci z Ruska | Jekatěrina Tkačenková   |
| 13. Olympijští sportovci z Ruska | Alexandr Chorošilov     |
| 13. Olympijští sportovci z Ruska | Ivan Kuzněcov           |
| 14. Česko                        | Gabriela Capová         |
| 14. Česko                        | Martina Dubovská        |
| 14. Česko                        | Kateřina Pauláthová     |
| 14. Česko                        | Ondřej Berndt           |
| 14. Česko                        | Filip Forejtek          |
| 14. Česko                        | Jan Zabystřan           |
| 15. Maďarsko                     | Szonja Hozmannová       |
| 15. Maďarsko                     | Mariann Mimi Marótyová  |
| 15. Maďarsko                     | Márton Kékesi           |
| 15. Maďarsko                     | Dalibor Šamšal          |
| 16. Jižní Korea                  | Gim So-hui              |
| 16. Jižní Korea                  | Kang Young-seo          |
| 16. Jižní Korea                  | Jung Dong-hyun          |
| 16. Jižní Korea                  | Kim Dong-woo            |

## Vyřazovací fáze
Soutěž se jela vyřazovacím systémem na trati paralelního slalomu od 11.00 hodin místního času (UTC+9).
|  | Osmifinále | Osmifinále                   | Osmifinále |           |                        | Čtvrtfinále    | Čtvrtfinále | Čtvrtfinále |  |   | Semifinále | Semifinále | Semifinále |                     |                     | Velké finále o zlato | Velké finále o zlato | Velké finále o zlato |
|  |            |                              |            |           |                        |                |             |             |  |   |            |            |            |                     |                     |                      |                      |                      |
|  | 1          | Rakousko                     | 4          |           |                        |                |             |             |  |   |            |            |            |                     |                     |                      |                      |                      |
|  | 16         | Jižní Korea                  | 0          |           |                        |                |             |             |  |   |            |            |            |                     |                     |                      |                      |                      |
|  | 16         | Jižní Korea                  | 0          |           | 1                      | Rakousko       | 4           |             |  |   |            |            |            |                     |                     |                      |                      |                      |
|  |            |                              |            |           | 1                      | Rakousko       | 4           |             |  |   |            |            |            |                     |                     |                      |                      |                      |
|  |            |                              | 8          | Švédsko   | 0                      |                |             |             |  |   |            |            |            |                     |                     |                      |                      |                      |
|  | 8          | Švédsko                      | 8          | Švédsko   | 0                      | 3              |             |             |  |   |            |            |            |                     |                     |                      |                      |                      |
|  | 8          | Švédsko                      |            |           |                        | 3              |             |             |  |   |            |            |            |                     |                     |                      |                      |                      |
|  | 9          | Slovinsko                    | 1          |           |                        |                |             |             |  |   |            |            |            |                     |                     |                      |                      |                      |
|  | 9          | Slovinsko                    | 1          |           |                        |                |             |             |  | 1 | Rakousko   | 3          |            |                     |                     |                      |                      |                      |
|  |            |                              |            |           |                        |                |             |             |  | 1 | Rakousko   | 3          |            |                     |                     |                      |                      |                      |
|  |            | 4                            | Norsko     | 1         |                        |                |             |             |  |   |            |            |            |                     |                     |                      |                      |                      |
|  | 5          | 4                            | Norsko     | 1         | Spojené státy americké | 2              |             |             |  |   |            |            |            |                     |                     |                      |                      |                      |
|  | 5          |                              |            |           | Spojené státy americké | 2              |             |             |  |   |            |            |            |                     |                     |                      |                      |                      |
|  | 12         | Velká Británie               | 2*         |           |                        |                |             |             |  |   |            |            |            |                     |                     |                      |                      |                      |
|  | 12         | Velká Británie               | 2*         |           | 12                     | Velká Británie | 2           |             |  |   |            |            |            |                     |                     |                      |                      |                      |
|  |            |                              |            |           | 12                     | Velká Británie | 2           |             |  |   |            |            |            |                     |                     |                      |                      |                      |
|  |            |                              | 4          | Norsko    | 2*                     |                |             |             |  |   |            |            |            |                     |                     |                      |                      |                      |
|  | 4          | Norsko                       | 4          | Norsko    | 2*                     | 4              |             |             |  |   |            |            |            |                     |                     |                      |                      |                      |
|  | 4          | Norsko                       |            |           |                        | 4              |             |             |  |   |            |            |            |                     |                     |                      |                      |                      |
|  | 13         | Olympijští sportovci z Ruska | 0          |           |                        |                |             |             |  |   |            |            |            |                     |                     |                      |                      |                      |
|  | 13         | Olympijští sportovci z Ruska | 0          |           |                        |                |             |             |  |   |            |            |            |                     | 1                   | Rakousko             | 1                    |                      |
|  |            |                              |            |           |                        |                |             |             |  |   |            |            |            |                     | 1                   | Rakousko             | 1                    |                      |
|  |            | 2                            | Švýcarsko  | 3         |                        |                |             |             |  |   |            |            |            |                     |                     |                      |                      |                      |
|  | 3          | 2                            | Švýcarsko  | 3         | Itálie                 | 3              |             |             |  |   |            |            |            |                     |                     |                      |                      |                      |
|  | 3          |                              |            |           | Itálie                 | 3              |             |             |  |   |            |            |            |                     |                     |                      |                      |                      |
|  | 14         | Česko                        | 1          |           |                        |                |             |             |  |   |            |            |            |                     |                     |                      |                      |                      |
|  | 14         | Česko                        | 1          |           | 3                      | Itálie         | 1           |             |  |   |            |            |            | Malé finále o bronz | Malé finále o bronz | Malé finále o bronz  | Malé finále o bronz  |                      |
|  |            |                              |            |           | 3                      | Itálie         | 1           |             |  |   |            |            |            | Malé finále o bronz | Malé finále o bronz | Malé finále o bronz  | Malé finále o bronz  |                      |
|  |            |                              | 6          | Francie   | 3                      |                |             |             |  |   |            |            |            |                     |                     |                      |                      |                      |
|  | 6          | Francie                      | 6          | Francie   | 3                      | 2*             |             |             |  |   |            |            | 4          | Norsko              | 2*                  |                      |                      |                      |
|  | 6          | Francie                      |            |           |                        | 2*             |             |             |  |   |            |            | 4          | Norsko              | 2*                  |                      |                      |                      |
|  | 11         | Kanada                       | 2          |           |                        |                |             |             |  |   |            |            |            |                     |                     | 6                    | Francie              | 2                    |
|  | 11         | Kanada                       | 2          |           |                        |                |             |             |  | 6 | Francie    | 1          |            |                     |                     | 6                    | Francie              | 2                    |
|  |            |                              |            |           |                        |                |             |             |  | 6 | Francie    | 1          |            |                     |                     |                      |                      |                      |
|  |            | 2                            | Švýcarsko  | 3         |                        |                |             |             |  |   |            |            |            |                     |                     |                      |                      |                      |
|  | 7          | 2                            | Švýcarsko  | 3         | Německo                | 2*             |             |             |  |   |            |            |            |                     |                     |                      |                      |                      |
|  | 7          |                              |            |           | Německo                | 2*             |             |             |  |   |            |            |            |                     |                     |                      |                      |                      |
|  | 10         | Slovensko                    | 2          |           |                        |                |             |             |  |   |            |            |            |                     |                     |                      |                      |                      |
|  | 10         | Slovensko                    | 2          |           | 7                      | Německo        | 2           |             |  |   |            |            |            |                     |                     |                      |                      |                      |
|  |            |                              |            |           | 7                      | Německo        | 2           |             |  |   |            |            |            |                     |                     |                      |                      |                      |
|  |            |                              | 2          | Švýcarsko | 2*                     |                |             |             |  |   |            |            |            |                     |                     |                      |                      |                      |
|  | 2          | Švýcarsko                    | 2          | Švýcarsko | 2*                     | 4              |             |             |  |   |            |            |            |                     |                     |                      |                      |                      |
|  | 2          | Švýcarsko                    |            |           |                        | 4              |             |             |  |   |            |            |            |                     |                     |                      |                      |                      |
|  | 15         | Maďarsko                     | 0          |           |                        |                |             |             |  |   |            |            |            |                     |                     |                      |                      |                      |

| * – vítěz duelu dle součtu nejlepšího mužského a ženského času |